# Бах, Иоганн Михаэль
Иоганн Михаэль Бах (9 августа 1648, Арнштадт — 17 мая 1694, Герен) — немецкий композитор эпохи барокко. 

## Жизнь и творчество
Сын Генриха Баха, брат Иоганна Христофа Баха, тесть Иоганна Себастьяна Баха (отец его первой жены Марии Барбары). С 1673 года служил органистом в Герене, где также состоял в городской администрации. Занимался изготовлением музыкальных инструментов: клавикордов, скрипок и др. Наиболее известные произведения композитора — кантаты «Ach, bleib bei uns, Herr Jesu Christ» (для хора, струнных и бассо континуо), «Liebster Jesu, hör mein Flehen» (для сопрано, струнных и бассо континуо), и «Ach, wie sehnlich wart' ich der Zeit» (для сопрано, струнных и бассо континуо), а также хоральная прелюдия «In Dulci Jubilo», которая длительное время приписывалась Иоганну Себастьяну Баху.

## Память
Композитору установлен памятник в Герене.